# チャーイェン

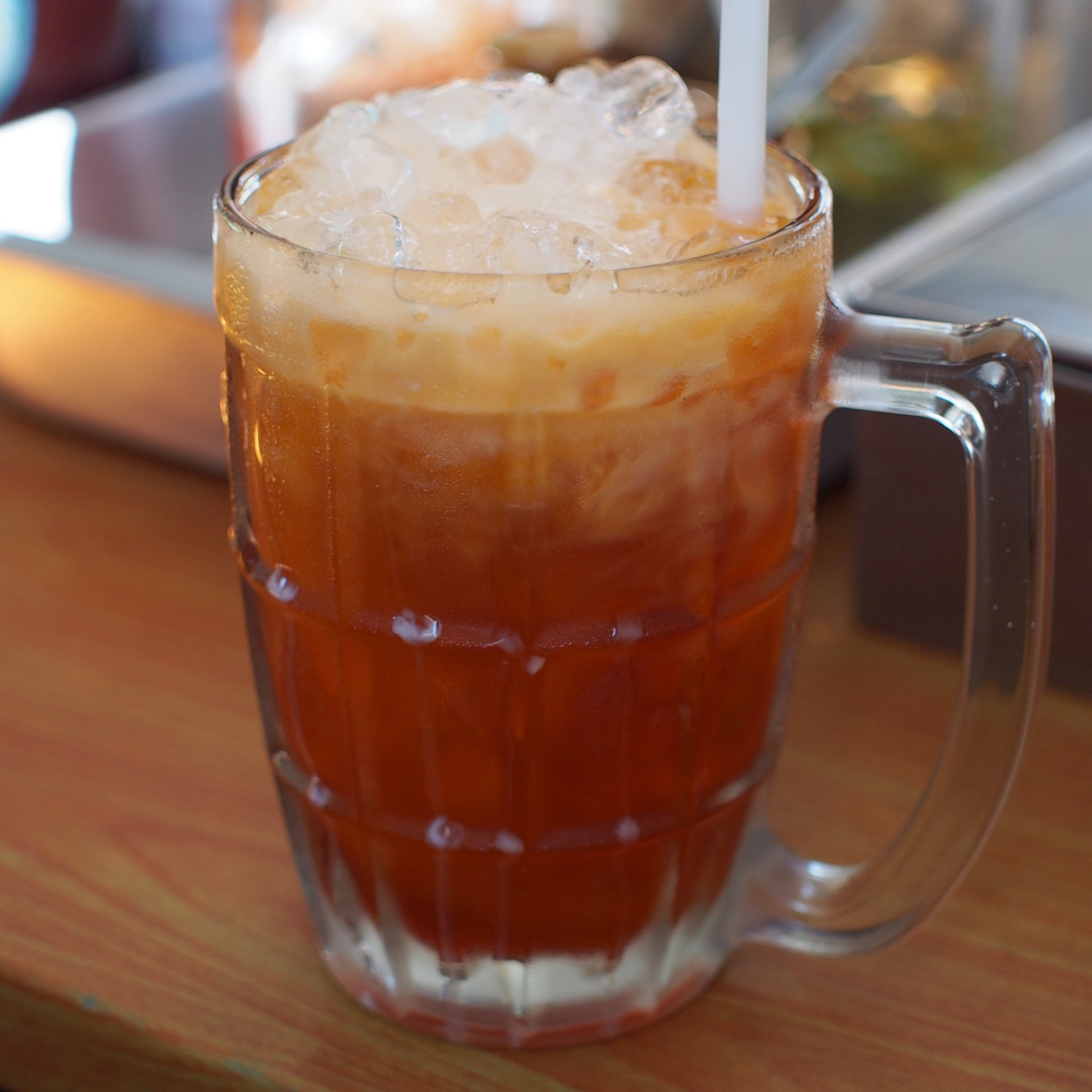
チャーイェン

チャーイェン (タイ語: ชาเย็น, RTGS: cha yen, [t͡ɕʰāː jēn] ( 音声ファイル)) は、強く発酵させた紅茶から作られるタイのミルクティー。タイ語で「アイスティー」を意味する。英語ではタイティー (Thai tea)と呼称される。

## 説明
紅茶とミルクのほかには、オレンジ・ブロッサム、スターアニス、クラッシュしたタマリンドの種または赤と黄の食品着色料などの成分が加えられ、砂糖とコンデンスミルクで甘くして飲む。強い甘さや黄色い見た目が特徴である。
東南アジアや、アメリカ合衆国のタイ料理レストランでは人気のドリンクである。

## ホットティー
一般的にタイの人々は、パートンコー (タイ語: ปาท่องโก๋) と一緒に、朝に熱い紅茶を飲む。味付けの違いにより、以下のように呼び分けられる。
- チャー・ローン (タイ語: ชาร้อน)  : 温かいミルクティー。「ホットティー」を意味する。
- チャー・ダム・ローン (タイ語: ชาดำร้อน)  : ミルクを入れず砂糖だけで甘くしたティー。「黒いホットティー」を意味する。